# Junkers Ju 186
O Junkers Ju 186 foi um projecto da Junkers para uma aeronave de pesquisa a alta altitude. Baseado no Junkers Ju 86, teria quatro motores Junkers Jumo 207 e cabine pressurizada. O trabalho nesta aeronave foi interrompido depois do desenvolvimento do Jumo 207 ter sido cancelado.